# Brat Yun
Brat Yun (chiń. 云弟兄; pinyin Yún dìxiōng), właściwie Liu Zhenying (chiń. 刘振营; pinyin Liú Zhènyíng; ur. 1958) – przebywający na emigracji chiński ewangelista i przywódca chrześcijańskiego kościoła domowego w Chinach, także propagator ruchu „Powrót do Jerozolimy”. Brat Yun odegrał kluczową rolę w rozwoju sieci kościołów domowych w Chinach w latach 1980-2000. Relacje na temat jego życia i posługi znajdują się w jego autobiografii „Człowiek z nieba”.

## Życie w Chinach
Brat Yun zgodnie z treścią książki był skrajnie prześladowany, a także cudownie uwolniony w sposób podobny do tych występujących w Biblii (Dz 12,5-11). Odmówił przyłączenia się do kontrolowanego przez władze oficjalnego Kościoła, za co był wielokrotnie więziony i torturowany. Podczas pobytu w więzieniu głosił Ewangelię, nawracając wielu współwięźniów i pracowników służby więziennej, którzy stali się nowonarodzonymi chrześcijanami. Jak twierdzi, przetrwał w więzieniu 74 dni bez jedzenia i wody.
Po wielu latach pozbawienia wolności, uciekł z więzienia o zaostrzonym rygorze w Zhengzhou, z którego nikomu wcześniej nie udało się uciec. Opisuje, jak usłyszał głos Ducha Świętego, który mówił mu, aby po prostu wyjść z silnie strzeżonego więzienia przez bramę. Ryzykując rozstrzelanie na miejscu, posłuchał głosu i ruszył w obliczu strażników prosto przez kilka drzwi więziennych, które miały być niedomknięte, a następnie wydostał się przez dziedziniec więzienia i bramę główną. Yun stwierdził, że stał się jakoby niewidzialny dla strażników, którzy patrzyli w jego kierunku, ale nie widzieli go. Chociaż wielu wyraża wątpliwości co do realności opisanych zdarzeń, niektórzy strażnicy zostali zwolnieni z pracy. W trakcie urzędowego dochodzenia stwierdzono, że „Yun nie otrzymał od nikogo pomocy w ucieczce”. Sprawozdania te zostały także potwierdzone przez współwięźniów Yuna.

## Życie na wygnaniu
Po ucieczce z Chin w 2001 roku, Yun wybrał azyl w Niemczech i od tamtej pory kontynuuje stamtąd swoją posługę na arenie międzynarodowej. Jako lider ruchu „Powrót do Jerozolimy”, Yun stara się wysłać misjonarzy z Chin do krajów najsłabiej zewangelizowanych na całym świecie, w większości azjatyckich. Jest żonaty z Deling, z którą ma dwoje dzieci.

## Człowiek z nieba
Książka Heavenly Man („Człowiek z nieba”) otrzymała w 2003 roku nagrodę Christian Book of the Year. Jej tytuł pochodzi od pseudonimu, pod którym Brat Yun był znany w środowisku kościołów domowych. Posłużył się nim dla zatajenia swojej prawdziwej tożsamości podczas jednego z przesłuchań przez policję, w celu ochrony innych chrześcijan i rodziny. Brat Yun jest także współautorem książki „Powrót do Jerozolimy”.